# Tibor Czajlik
Tibor Czajlik (* 26. července 1970) je bývalý slovenský fotbalista, obránce.

## Fotbalová kariéra
Hrál za DAC Dunajská Streda. V československé lize nastoupil ve 2 utkáních. Dále hrál na Slovensku za tým FC Rimavská Sobota, se kterým postoupil do slovenské ligy.

## Ligová bilance
| Ročník                                   | Zápasy | Góly | Klub                |
| ---------------------------------------- | ------ | ---- | ------------------- |
| 1. československá fotbalová liga 1991/92 | 1      | 0    | DAC Dunajská Streda |
| 1. československá fotbalová liga 1992/93 | 1      | 0    | DAC Dunajská Streda |
| CELKEM                                   | 2      | 0    |                     |